# Symbole de Levi-Civita
 (août 2025).
Si vous disposez d'ouvrages ou d'articles de référence ou si vous connaissez des sites web de qualité traitant du thème abordé ici, merci de compléter l'article en donnant les références utiles à sa vérifiabilité et en les liant à la section « Notes et références ».
Pour les articles homonymes, voir Levi et Civita (homonymie).
En mathématiques, le symbole de Levi-Civita, noté ε (lettre grecque epsilon), est un objet antisymétrique d'ordre 3 qui peut être exprimé à partir du symbole de Kronecker :

Visualisation d'un symbole de Levi-Civita en 3 dimensions (i d'avant en arrière, j de haut en bas et k de gauche à droite).

{\displaystyle \varepsilon _{ijk}={\begin{vmatrix}\delta _{i1}&\delta _{i2}&\delta _{i3}\\\delta _{j1}&\delta _{j2}&\delta _{j3}\\\delta _{k1}&\delta _{k2}&\delta _{k3}\end{vmatrix}}}.
Ainsi, {\displaystyle \varepsilon _{ijk}} ne peut prendre que trois valeurs : –1, 0 ou 1.

## Dimension 3
En dimension 3, on peut figurer le symbole de Levi-Civita comme suit :
{\displaystyle \varepsilon _{ijk}={\begin{cases}+1&{\mbox{si }}(i,j,k){\mbox{ est }}(1,2,3),(2,3,1){\mbox{ ou }}(3,1,2),\\-1&{\mbox{si }}(i,j,k){\mbox{ est }}(3,2,1),(1,3,2){\mbox{ ou }}(2,1,3),\\0&{\mbox{si }}i=j{\mbox{ ou }}j=k{\mbox{ ou }}k=i.\end{cases}}}
On remarque que si {\displaystyle i\neq j}, {\displaystyle i\neq k} et {\displaystyle j\neq k}, alors {\displaystyle (i,j,k)} représente une permutation et le symbole de Levi-Civita correspondant est sa signature.
La relation du symbole Levi-Civita au symbole de Kronecker est :
{\displaystyle \varepsilon _{ijk}\varepsilon _{lmn}=\delta _{il}\delta _{jm}\delta _{kn}+\delta _{im}\delta _{jn}\delta _{kl}+\delta _{in}\delta _{jl}\delta _{km}-\delta _{il}\delta _{jn}\delta _{km}-\delta _{in}\delta _{jm}\delta _{kl}-\delta _{im}\delta _{jl}\delta _{kn}}
{\displaystyle \sum _{i=1}^{3}\varepsilon _{ijk}\varepsilon _{imn}=\delta _{jm}\delta _{kn}-\delta _{jn}\delta _{km}}
{\displaystyle \sum _{i,j=1}^{3}\varepsilon _{ijk}\varepsilon _{ijn}=2\delta _{kn}}

## Dimension 2
En dimension 2, le symbole de Levi-Civita est défini par :
{\displaystyle \varepsilon _{ij}={\begin{cases}+1&{\text{si }}(i,j)=(1,2)\\-1&{\text{si }}(i,j)=(2,1)\\\;\;\,0&{\text{si }}i=j\end{cases}}}
On peut disposer ces valeurs dans une matrice carrée 2×2 comme suit :
{\displaystyle {\begin{pmatrix}\varepsilon _{11}&\varepsilon _{12}\\\varepsilon _{21}&\varepsilon _{22}\end{pmatrix}}={\begin{pmatrix}0&1\\-1&0\end{pmatrix}}}
dont le déterminant vaut 1. De même, les valeurs du symbole de Kronecker peuvent être vues comme les éléments de la matrice-identité
{\displaystyle {\begin{pmatrix}\delta _{11}&\delta _{12}\\\delta _{21}&\delta _{22}\end{pmatrix}}={\begin{pmatrix}1&0\\0&1\end{pmatrix}}}

## Dimensionn
En dimension n, on peut démontrer que 
{\displaystyle \sum _{i_{1},\dots ,i_{n}=1}^{n}\left(\varepsilon _{i_{1}\dots i_{n}}\right)^{2}=n!}

## Interprétation
Dans une base orthonormée directe {\displaystyle ({\vec {e_{1}}},{\vec {e_{2}}},{\vec {e_{3}}})}, {\displaystyle \varepsilon _{ijk}} représente le volume orienté du parallélépipède construit à partir des vecteurs {\displaystyle {\vec {e_{i}}},{\vec {e_{j}}},{\vec {e_{k}}}}.
D'où une valeur égale à 0 si i = j ou j = k ou k = i.